# Mboya Edwards
Mboya Edwards (ur. 1976 − pięciokrotny Mistrz Kanady w kulturystyce pochodzący z miejscowości Scarborough w prowincji Ontario. Związany z federacjami CBBF (Canadian BodyBuilding Federation) i IFBB (International Federation of BodyBuilding).

## Osiągi
- 2000:
  - Canadian Championships − federacja CBBF, kategoria półśrednia − I m-ce
- 2001:
  - North American Championships − fed. IFBB, kat. średnia − II m-ce
- 2002:
  - Canadian Championships − fed. CBBF, kat. średnia − I m-ce
- 2003:
  - Canadian Championships − fed. CBBF, kat. średnia − II m-ce
- 2005:
  - Canadian Championships − fed. CBBF, kat. lekkociężka − II m-ce
- 2006:
  - Canadian Championships − fed. CBBF, kat. lekkociężka − I m-ce
- 2007:
  - Canadian Championships − fed. CBBF, kat. lekkociężka − I m-ce
- 2008:
  - Canadian Championships − fed. CBBF, kat. lekkociężka − I m-ce
- 2009:
  - Europa Supershow − fed. IFBB, kat. lekka − XII m-ce
- 2010:
  - Europa Supershow − fed. IFBB, kat. lekka − IV m-ce
- 2011:
  - Toronto Pro Invitational − fed. IFBB, kat. lekka − II m-ce

## Obecność w mediach
Gościł na okładkach pism poświęconych kulturystyce: Muscle Magazine (4x), Body Sport Magazine, Inside Fitness, Ontario Physique Press, TSN, ESPN.
Został bohaterem filmu treningowego MBody Me (wyd. w 2009 w Ameryce Północnej).